# Bò bison Kavkaz
Bò bison Kavkaz (danh pháp ba phần: Bison bonasus caucasicus) là một phân loài bò bizon châu Âu sinh sống ở dãy núi Kavkaz của Đông Âu.
Nó bị săn bởi hổ Ba Tư và sư tử châu Á (cho đến thế kỷ 10) ở Kavkaz, cũng như những loài săn mồi khác như chó sói và gấu.

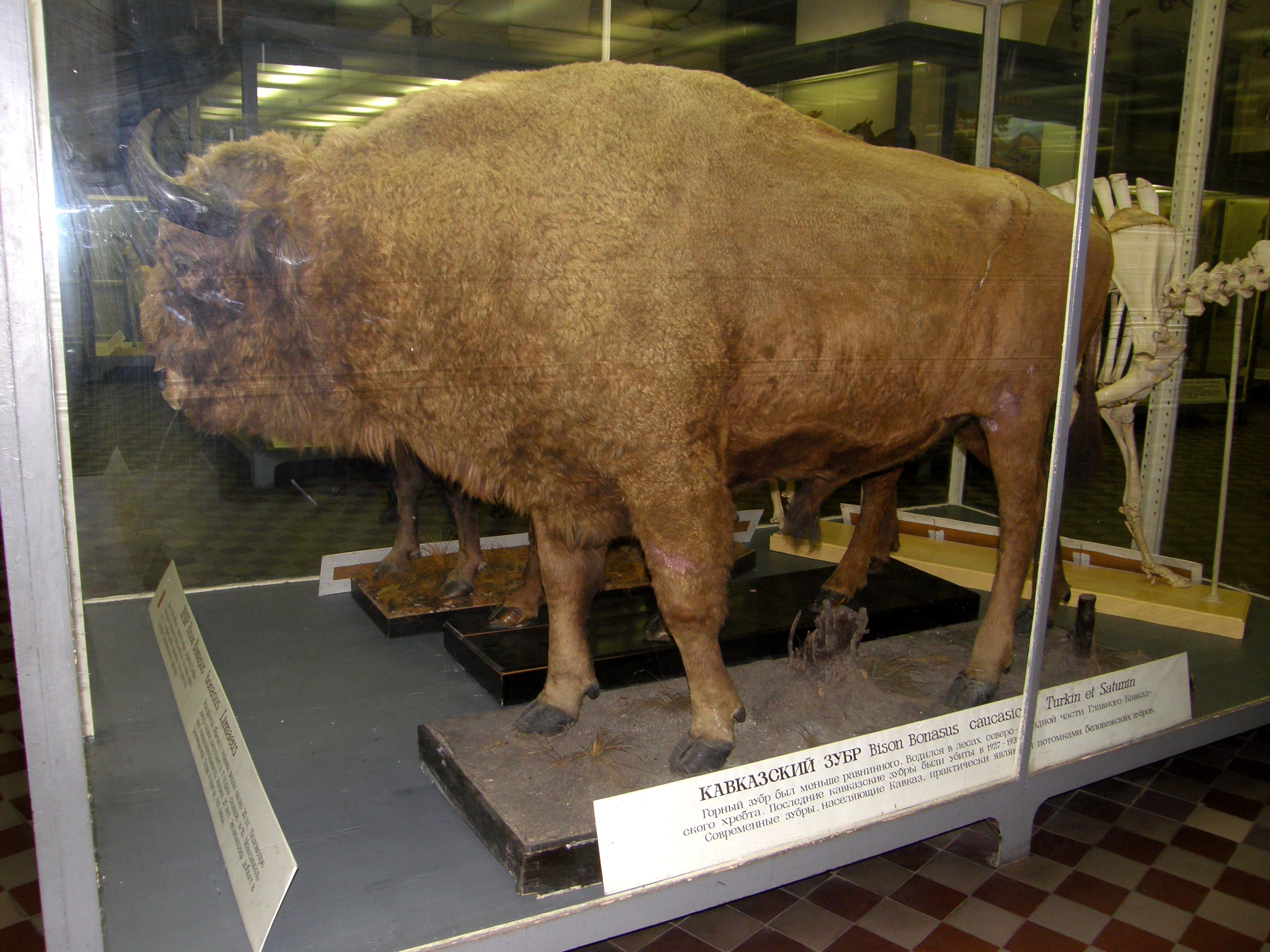
Mẫu vật, Bảo tàng động vật học của Viện động vật học, Nga

Trong thế kỷ 17, bò bison Kavkaz vẫn còn sinh sống ở một khu vực rộng lớn tại Tây Kavkaz. Sau đó việc định cư của con người ở vùng núi tăng cường và phạm vi của Bò bison Kavkaz đã giảm khoảng 1/10 của phạm vi ban đầu của nó vào cuối thế kỷ 19. Trong những năm 1860, dân số vẫn còn khoảng 2000, nhưng đã được giảm xuống chỉ 500-600 vào năm 1917, và chỉ 50 con vào năm 1921. Việc săn trộm ở địa phương vẫn tiếp diễn vào năm 1927, ba con Bò bison Kavkaz cuối cùng đã bị giết chết.